# Обикновен фалус
Обикновеният фалус, наричан също смрадлива гъба или дервишка (Phallus impudicus), е вид ядлива базидиева гъба от семейство Phallaceae.

## Описание
Плодното тяло първоначално има яйцевидна форма и достига широчина 6 cm. Има външна кожеста бяла или белезникава обвивка, под която се намират желатинозен слой и вътрешна ципеста обвивка, обгръщаща бяло конусовидно образувание. От него при съзряването се развива бяла гъбеста структура подобна на пънче, която разкъсва обвивките и издига на височина 10 – 20 cm звънчевидна набръчкана главичка. Тя отначало е бяла, а по-късно се покрива с лепкава тъмномаслинена и неприятно миришеща течност, съдържаща спорите. Цялата структура напомня мъжки полов орган, откъдето идва и родовото наименование на гъбата. Гъбата се счита за ядлива, докато плодните ѝ тела са в яйцевидна фаза. Интересен факт е, че цветът и миризмата на гъбата са приспособление за разпространяване на спорите. Имитирайки гнило месо, фалусът привлича различни насекоми, които след това разнасят споровата течност.

## Местообитание
Среща се през юни – ноември поединично или на малобройни групи върху почва в широколистни и по-рядко в иглолистни гори.